# Arnolecké hory
Die  Arnolecké hory sind ein Höhenzug der Böhmisch-Mährischen Höhe in Tschechien. Höchster Punkt ist mit 706 m n.m. die Havlina.

## Geographie
Die Arnolecké hory befinden sich südöstlich von Polná am Übergang zwischen den Okres Žďár nad Sázavou, Okres Jihlava und Okres Třebíč. Geomorphologisch bilden sie eine Untereinheit der Hornosvratecká vrchovina. Der Höhenzug erstreckt sich auf einer Länge von etwa 20 Kilometern zwischen Netín, Bohdalov und Sirákov. Über die  Arnolecké hory verläuft die Europäische Hauptwasserscheide zwischen Elbe und Donau. Dort entspringen die Šlapanka, die Balinka, die Oslavička und der Bohdalovský potok.

## Höchste Erhebungen
- Havlina, (706 m) bei Chroustov
- Kyjov, (702 m) bei Kyjov
- Sádek (698 m) bei Rudolec
- Dědkovská hora (694 m) bei Dědkov
- Blažkov (693 m) bei  Rudolec

Koordinaten: 49° 27′ N, 15° 51′ O